# دین طبیعت

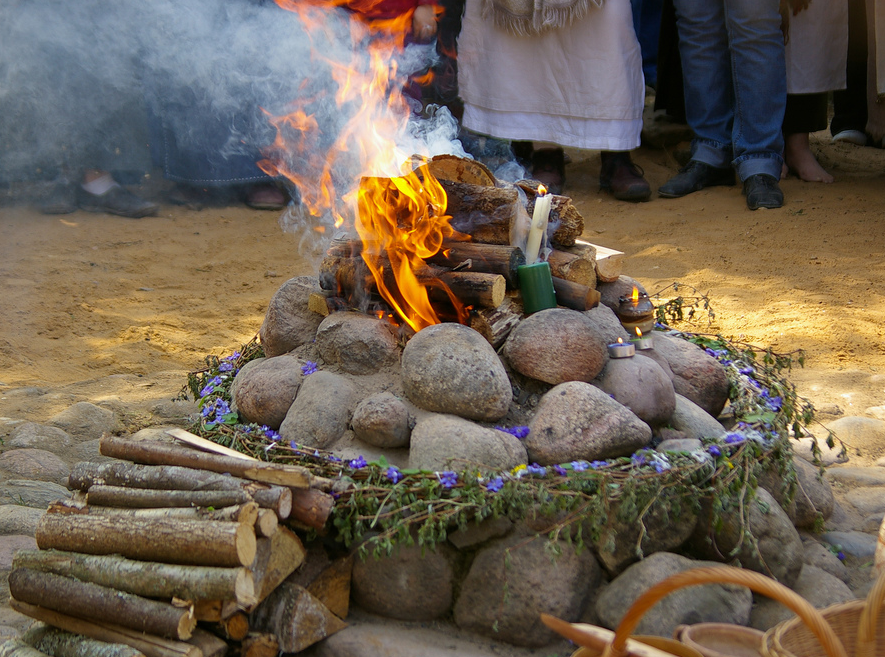
آئوکوراس، نوعی محراب آتش که در رومووا، یک مذهب لیتوانیایی یافت می‌شود و به عنوان دین طبیعت شناخته می‌شود.

دین طبیعت (یا دین‌های طبیعت) یک جنبش مذهبی است که معتقد است طبیعت و محیط زیست تجسمی از الوهیت، مقدس بودن یا قدرت معنوی است. ادیان طبیعت شامل:
- دین‌های بومی که در مناطق مختلف جهان توسط فرهنگ‌هایی که محیط‌زیست را مملو از ارواح و سایر موجودات مقدس می‌دانند، پرستش طبیعت را انجام می‌دهند.
- پاگانیسم مدرن که بیشتر در اروپا و آمریکای شمالی متمرکز هستند.

اصطلاح «دین طبیعت» اولین بار توسط دانشمند مطالعات دینی آمریکایی (دین‌شناسی) کاترین آلبانیس، که در اثر این نویسنده به نام «دین طبیعت در آمریکا: از سرخپوستان آلگانکی تا عصر جدید» (۱۹۹۱) استفاده شد و بعداً مورد استفاده دیگر پژوهشگران قرار گرفت.

## تعریف
«دین طبیعت، در جادوگری مدرن/ویکا و نئو-پگانیسم گنجانده شده‌است، همچنین در سنت‌های معنوی بومی احیا شده مختلف، جنبش‌هایی که جنبه‌های معنویت بومی را مناسب می‌کنند، اما عمدتاً شامل غیر بومی‌ها، گروه‌های نئو-شمن‌باوری، بخش‌های مختلف جنبش‌های محیطی، برخی جنبش‌های فمینیستی، جنبش‌های خاص «عصر جدید» و جنبش در ادیان سنتی مانند معنویت خلقت مسیحی. این فهرست می‌تواند تا حدودی متفاوت باشد و من مطمئناً نمی‌خواهم پیشنهاد کنم. که چنین طبقه‌بندی موضوعی بدون ابهام است."

پیتر بیر، 1998.
کاترین آلبانیس دین طبیعت را «مرکزی نمادین و مجموعه‌ای از اعتقادات، رفتارها و ارزش‌هایی که آن را محاصره می‌کنند» توصیف کرد، و آن را برای نورافشانی بر جنبه‌هایی از تاریخ که به ندرت مذهبی به نظر می‌رسند، مفید دانست. پیتر بییر، دانشمند مطالعات دینی کانادایی، در مقاله‌ای در مورد این موضوع، خاطر نشان کرد که دین طبیعت یک سنت مذهبی قابل شناسایی، مانند آیین بودایی یا مسیحیت نیست، اما در عوض طیف وسیعی از جنبش‌های مذهبی و شبه‌مذهبی را پوشش می‌دهد.
اصطلاح دین طبیعت یا «ادیان طبیعت متکثر» معمولاً به عنوان یک اصطلاح چتر (اصطلاحی که برای پوشش تعداد زیادی از توابع یا مواردی استفاده می‌شود که همگی تحت یک دسته مشترک قرار می‌گیرند) استفاده می‌شود. دین طبیعت برای ادراکات و اعمال مذهبی استفاده می‌شود که علیرغم تنوع قابل توجهی با احترام به طبیعت مشخص می‌شوند و طبیعت را مقدس می‌دانند. در طول چند قرن اخیر عبارات متعددی برای نشان دادن شباهت خانوادگی به کار رفته‌است، از جمله دین طبیعی، طبیعت‌پرستی، عرفان طبیعت، و دین زمین‌محور، و کلماتی ابداع شده‌است تا آنچه را که به عنوان جوهر جهانی چنین دینداری تلقی می‌شود، منعکس کند. مانند پاگانیسم، آنیمیسم و پانتئیسم. اصطلاح دین طبیعت، که به‌طور منظم در خرده فرهنگ‌های مذهبی تقریباً در زمان اولین جشن روز زمین در سال ۱۹۷۰ به کار گرفته شد، به‌طور فزاینده‌ای برای نشان دادن و بحث در مورد این دین «طبیعت به عنوان مقدس» در مکان‌های عمومی و علمی استفاده می‌شود.